# Xestoblatta carbuncula
Xestoblatta carbuncula es una especie de cucaracha del género Xestoblatta, familia Ectobiidae.

## Distribución
Esta especie se encuentra en Guayana Francesa.